# Chemtou
Vous lisez un « bon article » labellisé en 2012.
Chemtou ou Chimtou (arabe : شمتو) est un site antique du Nord-Ouest de la Tunisie où se trouvent les ruines de Simitthu (Simithu ou Simitthus), cité rattachée à la province d'Afrique proconsulaire à l'époque romaine.
Bourgade numide fondée au IVe – Ve siècle av. J.-C., elle se romanise avant de s'éteindre vers le IXe – Xe siècle. Localisée à une vingtaine de kilomètres de l'actuelle ville de Jendouba, à proximité de la frontière tuniso-algérienne, elle se trouve au carrefour de deux importantes routes : celle qui relie Carthage à Hippo Reggius (actuelle Annaba) et celle qui relie Thabraca (actuelle Tabarka) à Sicca Veneria (actuelle Le Kef). Elle est surtout connue pour ses carrières, d'où le marbre jaune antique (marmor numidicum ou giallo antico) était extrait ; il s'agissait de l'un des marbres les plus précieux de l'Empire romain.
Avec des vestiges s'étendant sur une période de 1 500 ans, le site est vaste de plus de 80 hectares et fouillé de façon incomplète : après une fouille partielle à la fin du XIXe siècle, une campagne de fouilles réalisée depuis la fin des années 1960 par une équipe archéologique tuniso-allemande a permis de mettre au jour certains éléments de la cité, ainsi qu'une voie la reliant à Thabraca et permettant d'acheminer le marbre vers la mer Méditerranée. Les vestiges exhumés sont typiques des cités romaines avec temples, thermes, aqueduc, amphithéâtre ainsi que logements pour les ouvriers carriers dont le nombre pouvait dépasser un millier.
En 2012, le gouvernement tunisien propose deux éléments du site pour un futur classement sur la liste du patrimoine mondial de l'Unesco : la nécropole numide, en tant que partie des mausolées royaux de Numidie, de la Maurétanie et des monuments funéraires pré-islamiques, ainsi que les carrières antiques de marbre numidique.
Simitthu est aussi un évêché titulaire de l'Église catholique.

## Localisation et géologie

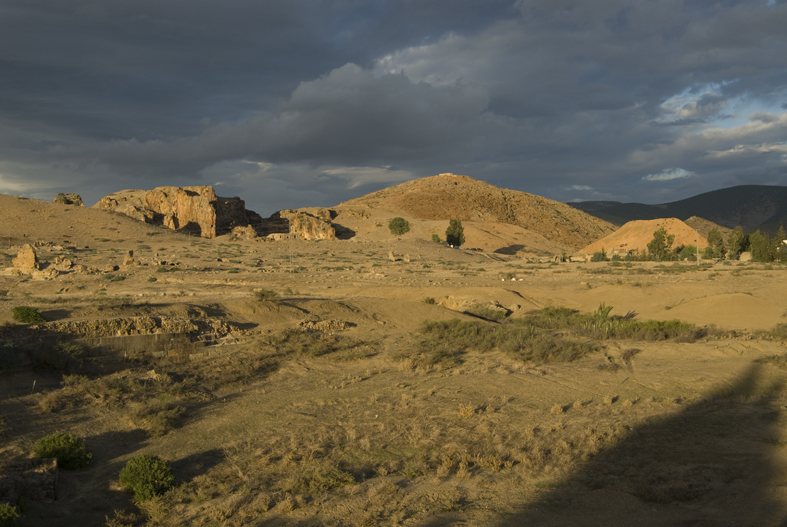
Vue du djebel Chemtou.

Chemtou est située à l'extrême nord-ouest de la Tunisie, à environ 23 kilomètres à l'Ouest du chef-lieu du gouvernorat, Jendouba, sur le cours moyen de la Medjerda, le plus important cours d'eau permanent du pays. La vallée supérieure de la Medjerda, qui reste encore la région agricole la plus productive de Tunisie, est délimitée à l'ouest et au nord par de hautes montagnes boisées, au sud par des crêtes peu élevées.

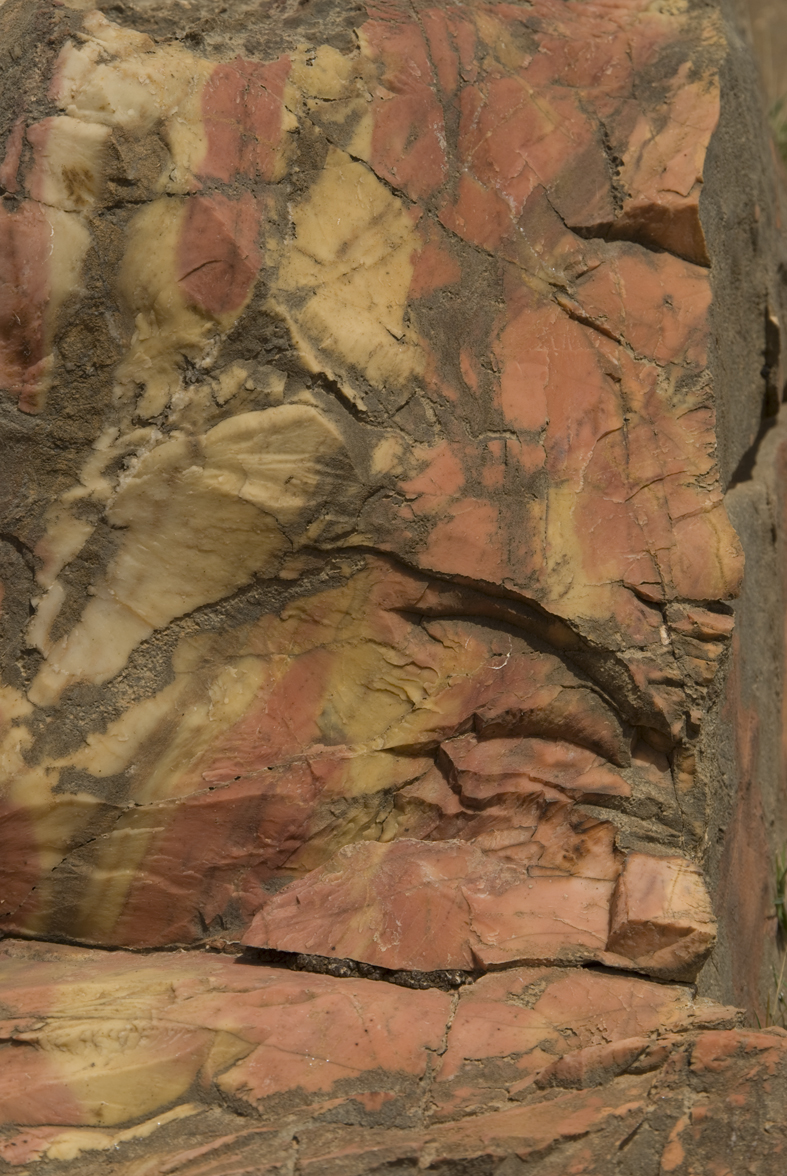
Marbre jaune antique.

Le djebel Chemtou, une crête de deux kilomètres de long, se situe à moins de quinze kilomètres du versant occidental de la vallée, loin de la limite des montagnes au nord, au nord-ouest de la cité. Il s'agit d'un massif calcaire accidenté, dont la surface vire au rouge en raison de l'oxyde de fer. Sa pointe sud-ouest se déplace directement vers les hautes falaises dominant la Medjerda.
L'éperon de la crête rocheuse forme immédiatement un plateau protégé des inondations. Large de 400 mètres, il surmonte le niveau de la rivière de 85 mètres et constitue un point de repère dans la vallée. Le djebel Chemtou est constitué, sur une longueur de plus d'un kilomètre, de calcaire connu dans l'Antiquité comme le marbre jaune antique. Il a été découvert et exploité avant la période romaine, dès le règne de Micipsa. Le marbre est utilisé à Rome dès la seconde moitié du Ier siècle av. J.-C. pour la colonne érigée en l'honneur du défunt Jules César par la plèbe,.
Beaucoup de zones de fracture de la crête rocheuse forment dans leur totalité les plus grandes carrières de marbre antique d'Afrique du Nord, bien qu'elles s'étendent sur moins de 400 mètres carrés, soit une surface bien moindre que d'autres carrières impériales romaines. Le marbre est disponible dans toutes les variantes de jaune, rose et rouge et se caractérise par ses veines, ses couches stratifiées et sa structure de brèches en mouvement. Dans la gamme de couleur des pierres antiques, il est sans comparaison. Ainsi, un édit de Dioclétien daté de la fin du IIIe siècle répertorie le giallo antico à la troisième place parmi 18 variétés de marbre, avec un prix de 200 deniers par pied cube (soit un cube dont le côté mesure 29,42 centimètres). Les deux marbres qui le surpassent sont le porphyre rouge d'Égypte et le porphyre grec vert.
Le djebel Chemtou est divisé en trois parties : le pic oriental est appelé « mont du Temple » (allemand : Tempelberg), celui du centre « montagne jaune » (Gelber Berg) et le pic occidental « montagne de la ville » (Stadtberg).
Si c'est sur le mont du Temple qu'a d'abord été découvert le marbre en tant que matériau de construction au IIe siècle av. J.-C., c'est sur la montagne jaune qu'a lieu plus tard la plus grande partie de l'activité d'extraction jusqu'au IVe siècle. La colonie numido-punique a pour sa part vu le jour sur la montagne de la ville, même si sa taille reste encore inconnue. Plus tard, la colonie romaine, Colonia Iulia Augusta Numidica Simitthensium, s'étend autour de l'éperon occidental de la montagne.

## Histoire
Chemtou est surtout connue pour l'extraction du marbre, qui est un monopole impérial à l'époque romaine. La région est habitée en permanence depuis la Préhistoire et tire sa richesse de la grande fertilité agricole de la vallée de la Medjerda. Déjà à l'époque romaine, il y a une importante extraction des ressources : du marbre noir et du calcaire sont ainsi exploités à Ain el Ksair, du calcaire vert à proximité du site byzantin de Bordj Helal et du grès jaune à Thuburnica.

### Colonie numido-punique

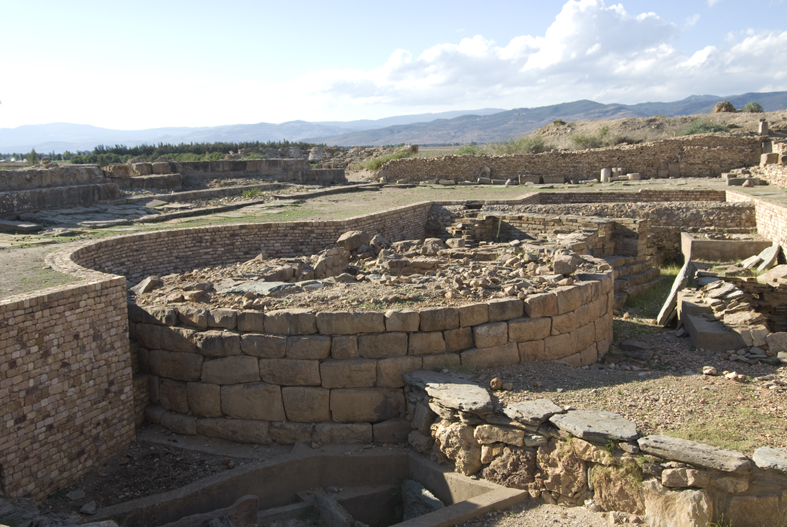
Tombeaux numides sur le forum romain.

Une colonie voit le jour après la conquête de la vallée de la Medjerda par les Numides ; on suppose qu'elle existe déjà au Ve siècle av. J.-C. Peu à peu, la petite cité se développe grâce à sa position au carrefour de deux routes principales, reliant Carthage à Hippo Regius en passant par Bulla Regia, et Thabraca à Sicca Veneria, et d'une traversée de la rivière. Micipsa érige un sanctuaire pour son père défunt, le roi Massinissa, grâce aux carrières de marbre qui y auraient été exploitées dès le IIe siècle av. J.-C. En effet, dès sa période de formation, des contacts commerciaux importants existent avec le bassin méditerranéen et permettent l'exportation systématique du giallo antico. Elle est aussi influencée par la culture punique, comme en témoignent entre autres les constructions et l'utilisation de son système d'unités.
La colonie, avec ses routes, ses canaux et ses zones résidentielles, est découverte dans les années 1980 dans les environs du forum romain. Elle comprend une nécropole pré-romaine, préservée sous le forum, utilisée du IVe au Ier siècle av. J.-C., avec des tombes monumentales qui ont été partiellement reconstruites.

### Ville romaine

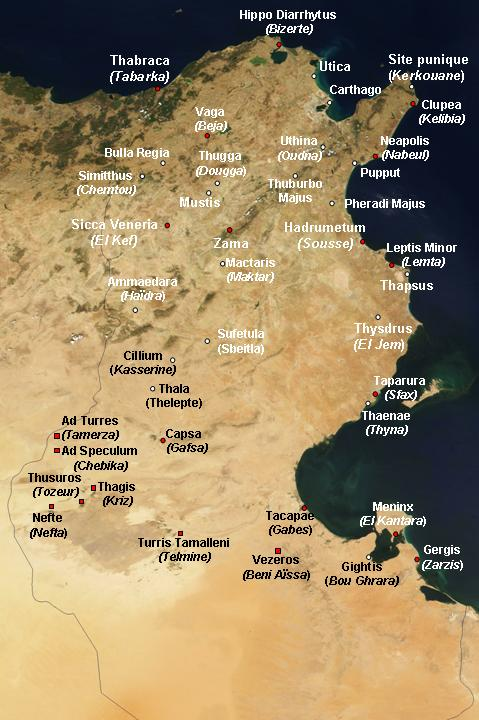
Carte de localisation de Chemtou (Simithu) dans la Tunisie antique.

La conquête romaine a lieu en 46 av. J.-C..
Au début de la période impériale romaine, la cité est un municipe, avant de devenir une colonie en 27 av. J.-C. sous le nom de Colonia Iulia Augusta Numidica Simitthensium. Au Ier siècle av. J.-C., l'excavation de la roche débute à grande échelle sous le règne d'Auguste, l'exploitation étant dévolue à des vétérans dirigeant des condamnés aux travaux forcés. Le marbre jaune antique est alors vu dans la haute société romaine comme un matériau de luxe très prisé (bénéficiant plus tard d'une excellente réputation auprès des Italiens sous l'appellation de giallo antico). On l'utilise jusqu'à Rome dans les fastueuses constructions impériales ; il aurait été également utilisé dans la construction d'édifices locaux de prestige (temples et villas surtout) mais aussi dans les différentes provinces romaines et byzantines. Le marbre est présent dans les colonnes des palestres des thermes d'Antonin à Carthage.
La cité se développe en parallèle de la croissance des carrières. Chemtou prospère durant le Haut-Empire et atteint son apogée sous le règne des Sévères. Durant cette période, elle subit une transformation et une monumentalisation, comme cela peut être observé dans d'autres villes de l'Afrique romaine. En 411, la cité est connue comme siège d'évêché. S'ensuit une phase de l'Antiquité tardive, avec la présence des Vandales puis des Byzantins, qui conduit au début du Moyen Âge. Les peuplements à grande échelle les plus récents sont arabes et remontent au début du règne des Aghlabides et des Fatimides, aux IXe et Xe siècles.

## Éléments du site
Les preuves de la longue histoire de Chemtou demeurent en partie conservées sur la crête et ses pentes sud, ouest et nord. La cité conserve tous les bâtiments susceptibles de se trouver dans les villes romaines : un amphithéâtre, un théâtre, un forum avec une basilique et une fontaine, un marché couvert, un nymphée, au moins trois complexes de thermes, un certain nombre d'arcs de triomphe, au moins cinq églises paléochrétiennes et byzantines, un bâtiment au nord-ouest de la ville, considéré comme dédié au culte impérial, plus probablement ce que l'on appelle un temple italique.
En outre, au djebel Bou Rfifa se trouvent deux autres sanctuaires romains, celui des Dii Mauri sur le versant oriental et celui de Caelestis sur le versant occidental. Le site conserve des monuments qui sont soit spécifiques soit rares, ce qui constitue un témoignage de son côté exceptionnel, non seulement dans l'espace de la Tunisie actuelle mais également dans toute l'Afrique du Nord.

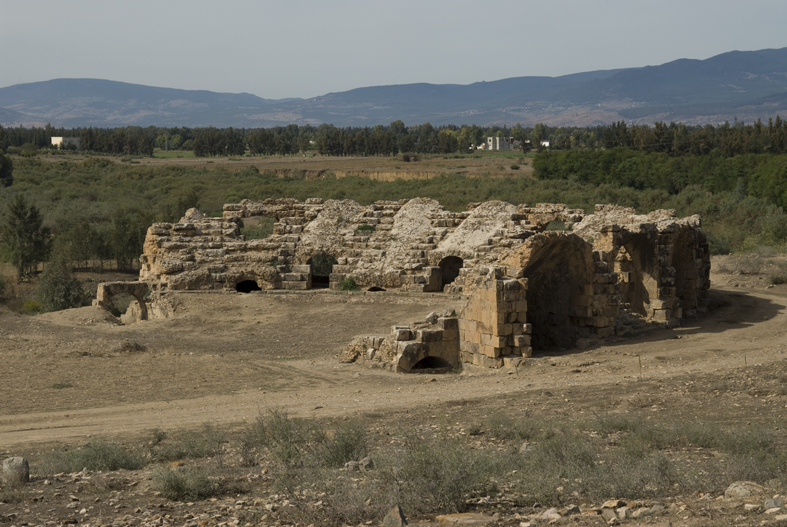
Théâtre romain.
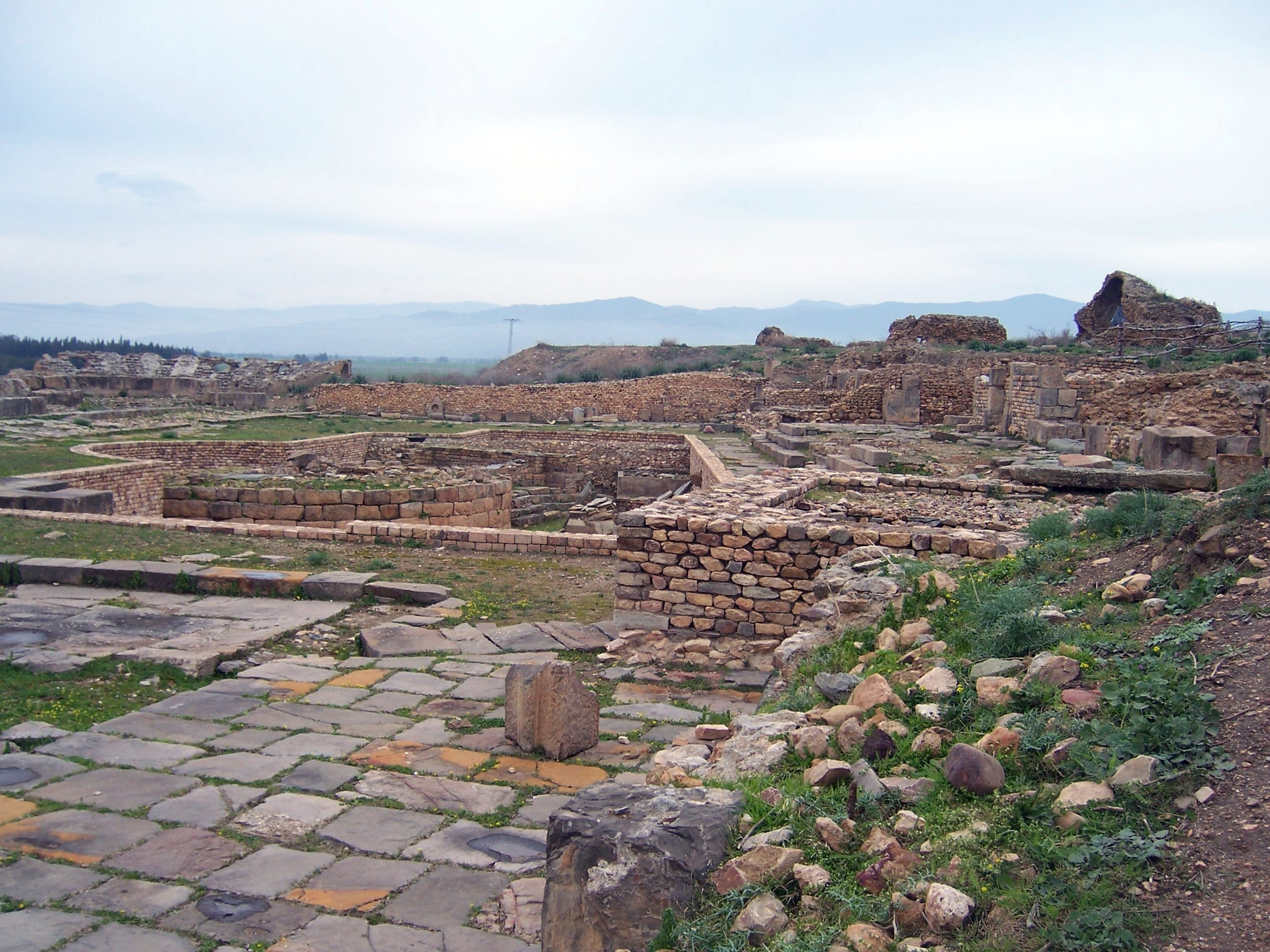
Forum romain.
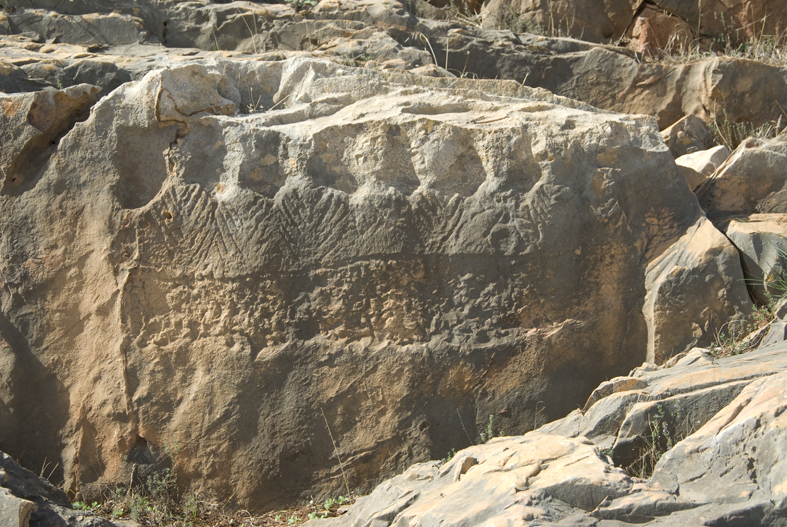
Relief des Dii Mauri.
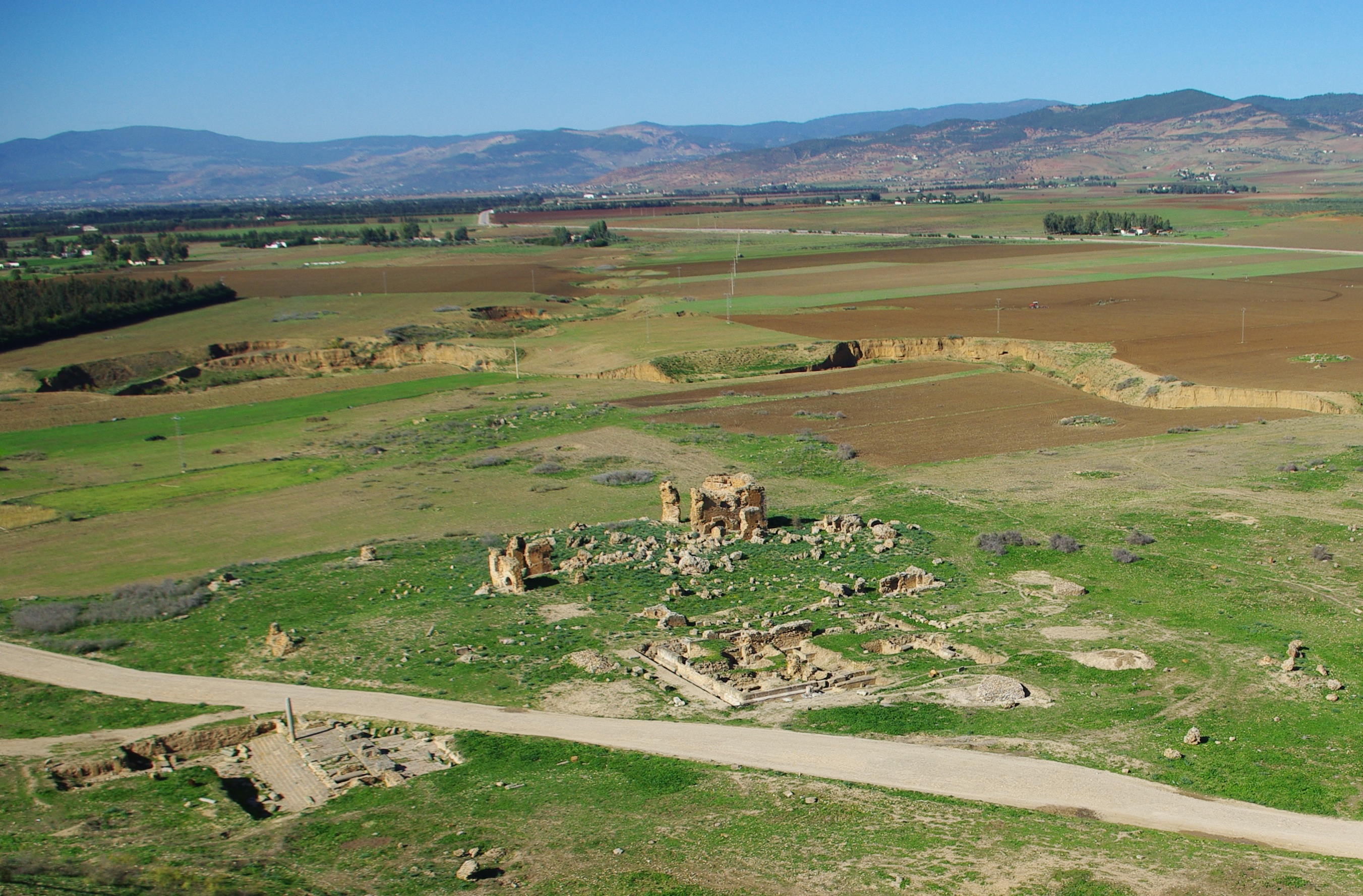
Bâtiment dédié au culte impérial.
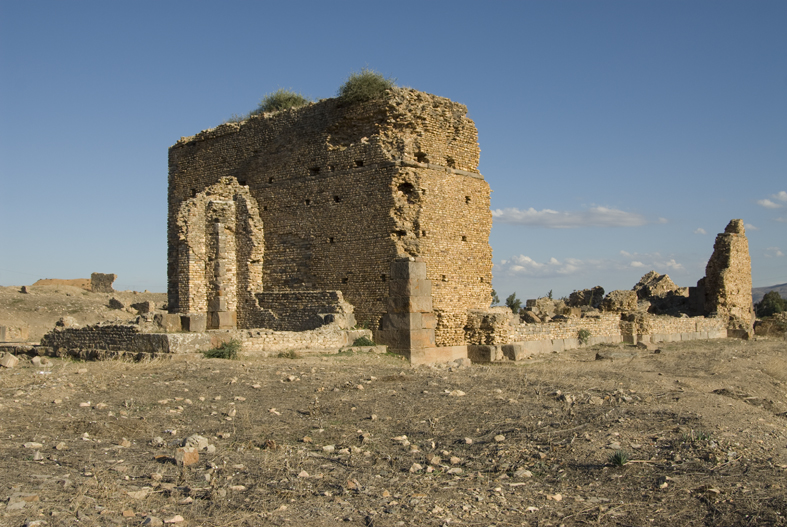
Basilique romaine près du forum.
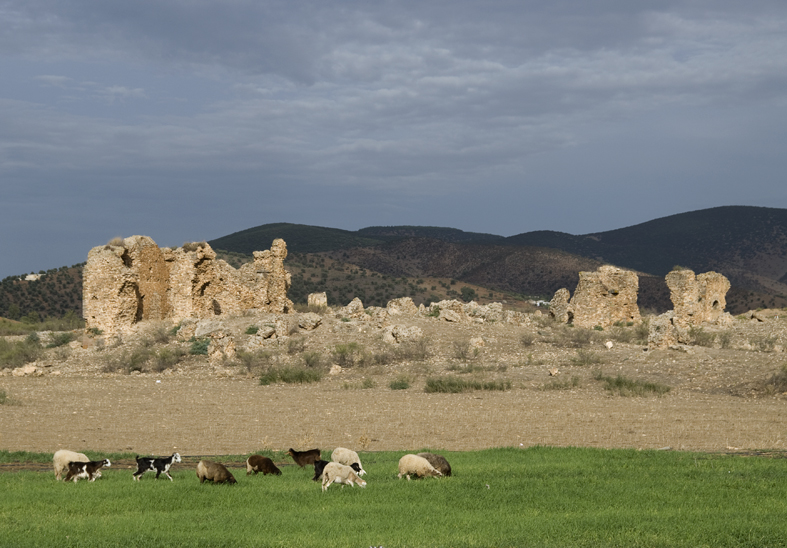
Thermes romains.

### Sanctuaire numide

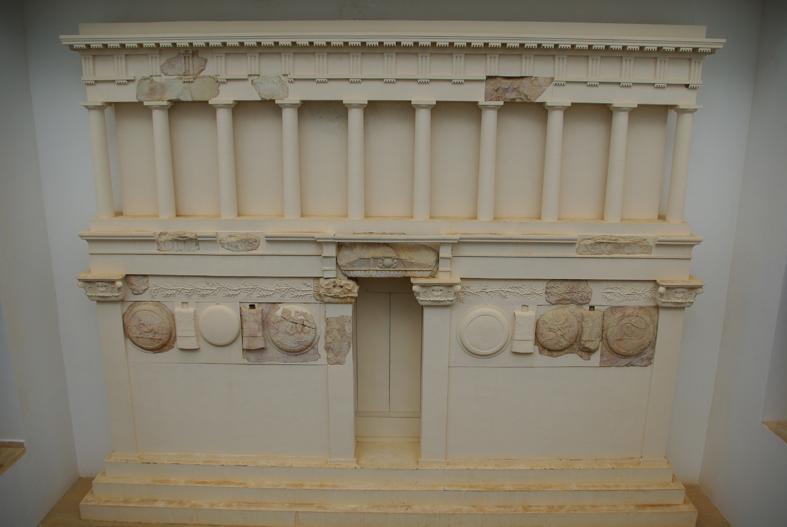
Reconstitution de la façade du sanctuaire numide du mont du Temple.

Au sommet du mont du Temple se trouve un sanctuaire numide, attribué au roi Micipsa. Son père, Massinissa, un allié de Rome à partir de la deuxième guerre punique, prend possession en 152 av. J.-C. de la vallée supérieure de la Medjerda. Après sa mort, son fils et successeur lui dédie vers 139 av. J.-C.. un autel de dix mètres de haut sur le point culminant de la montagne. L'utilisation du marbre comme matériau de construction marque en même temps la découverte du marbre jaune antique. Le sanctuaire est un rectangle d'environ douze mètres de long sur cinq mètres et demi de largeur. Il a été modelé à partir d'une roche aplanie, où les creux et irrégularités ont été comblés avec des pavés droits. Le bâtiment se compose de blocs de marbre massifs, liés par des chevilles, et n'a pas d'intérieur. Seuls quelques blocs des fondations sont préservés in situ.
Le monument se compose d'une base élevée et orientée à l'est vers le soleil levant. Sur ce côté est montée une fausse porte conduisant à un piédestal à trois niveaux. Sur la base s'élève un deuxième étage sous la forme d'un pavillon de colonnes doriques. La construction a été agrémentée de riches décorations, entre autres choses un relief de trophée. Les fragments de la décoration sont parmi les exemples les plus précieux de l'architecture royale numide qui est rarement conservée, avec une influence égyptienne et plus précisément alexandrine ; les emprunts semblent sélectifs ce qui démontrerait selon Hédi Slim une « certaine autonomie de l'hellénisme numide ».
Des vestiges peuvent encore être vus avec la reconstitution du sanctuaire au musée de Chemtou. À l'époque romaine, le sanctuaire continue de fonctionner comme un temple dédié au dieu Saturne. Une extension est entreprise à la fin du IIe siècle, par le biais de divers travaux de rénovation, dont l'initiative vient du procurateur affranchi impérial Amyrus : il fait ajouter deux ailes, une rampe d'accès et un escalier taillé à même le rocher. Deux autres sanctuaires sont construits sur la colline : un temple de Junon Caelestis, agrandi dans la deuxième moitié du IIe siècle, en occupe le versant ouest sous la dynastie flavienne, le versant est étant occupé par un sanctuaire des Dii Mauri sous la dynastie des Sévères.
Au IVe siècle, le site est occupé par une petite église à trois nefs, où les éléments architecturaux du sanctuaire détruit sont utilisés.

### Reliefs

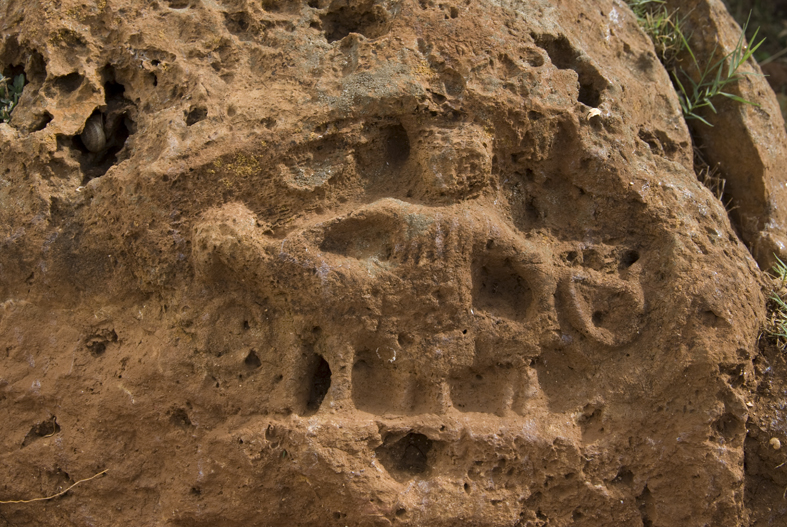
Reliefs de Saturne sur le mont du Temple.

À la fin des années 1960, la plus grande série connue de reliefs romains en Afrique du Nord, environ 200 pièces, est découverte sur le mont du Temple, au sud du sanctuaire numide. En 1992, leur nombre est estimé à 300 environ.
Sculptés au sud-ouest, à l'ouest et au nord du mont du Temple, ils sont fortement altérés et visibles uniquement avec une lumière incidente oblique. Les reliefs sont essentiellement les mêmes : un consacrant, un autel et un sacrifice qui — lorsqu'il est visible — est celui d'un bélier. Le consacrant est souvent représenté à cheval sur l'animal sacrificiel. Bien qu'aucune inscription ne soit retrouvée, ils se rattachent à la typologie du dieu Saturne, dont un sanctuaire était situé sur la colline à l'époque romaine. Les reliefs qui lui sont dédiés forment l'un des plus importants groupes de monuments en Afrique du Nord, indiquant la vénération populaire de ce dieu.
Les reliefs sont disposés en groupes et se trouvent, dans la mesure du possible, sur des bancs de roches naturels. Souvent, une niche en face permet d'y déposer des ex-voto. Dans un cas, des fragments de plusieurs pots et d'une lampe à huile ont été découverts. Les premiers reliefs sont datés du Ier siècle.

### Pont sur la Medjerda
Le pont romain sur la Medjerda, la plus grande construction du genre en Afrique du Nord, est d'une importance exceptionnelle du point de vue de l'histoire architecturale et des techniques de génie civil. Elle permet à la voie romaine reliant Thuburnica à Sicca Veneria de traverser la Medjerda en direction de Chemtou. Dans les alluvions d'une rivière très sinueuse, les difficultés liées à la nature des sols et les inondations annuelles ont fait de sa construction une entreprise risquée.

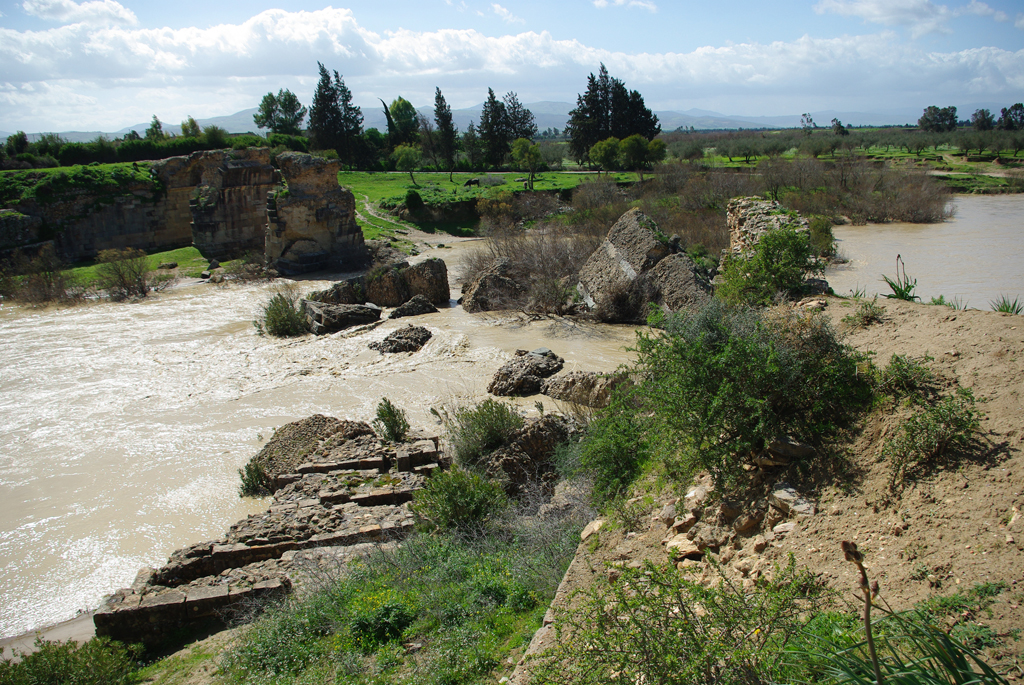
Pont romain sur la Medjerda.

Au Ier siècle, une première tentative de construction d'un pont a lieu, sans doute sous le règne de Tibère, mais l'ouvrage nommé « pont vieux » (pons uetus) ne survit pas au siècle et n'a laissé aucun vestige. En 112, Trajan fait don à la cité d'un nouveau pont, comme l'indique une inscription dédicatoire visible au musée de Chemtou. Le pont dénommé « pont neuf » (pons nouus) est bâti par l'armée. Les vestiges visibles sont ceux d'un édifice daté de la fin du IIIe siècle. Pour construire l'ouvrage, la rivière est sans doute temporairement détournée. Un tablier fabriqué avec des caissons en bois, de trente mètres de large et 1,5 mètre d'épaisseur, rempli d'un mortier à base de chaux (opus caementicium), est posé au-dessus du lit de la rivière. Son sommet est réalisé avec une couche de blocs de pierre. Cette structure est cependant sollicitée par le débit très variable de la rivière et renforcée par la suite. Les mesures d'assainissement n'ont cependant pas pu stopper l'affaiblissement du tablier, pour aboutir finalement à l'effondrement du pont au IVe siècle. Depuis, ces restes de l'édifice forment des ruines impressionnantes.
Le pont a trois arches, dont une seule est utilisée pour le passage de l'eau afin qu'il joue simultanément le rôle de barrage. Seul le pilier sud est toujours dans sa position initiale. Des blocs de calcaire verdâtres de Bordj Helal, du marbre gris et du calcaire d'Aïn El Ksir et des rochers jaunes d'origine inconnue ont été utilisés comme matériaux de construction.

### Moulin à turbines

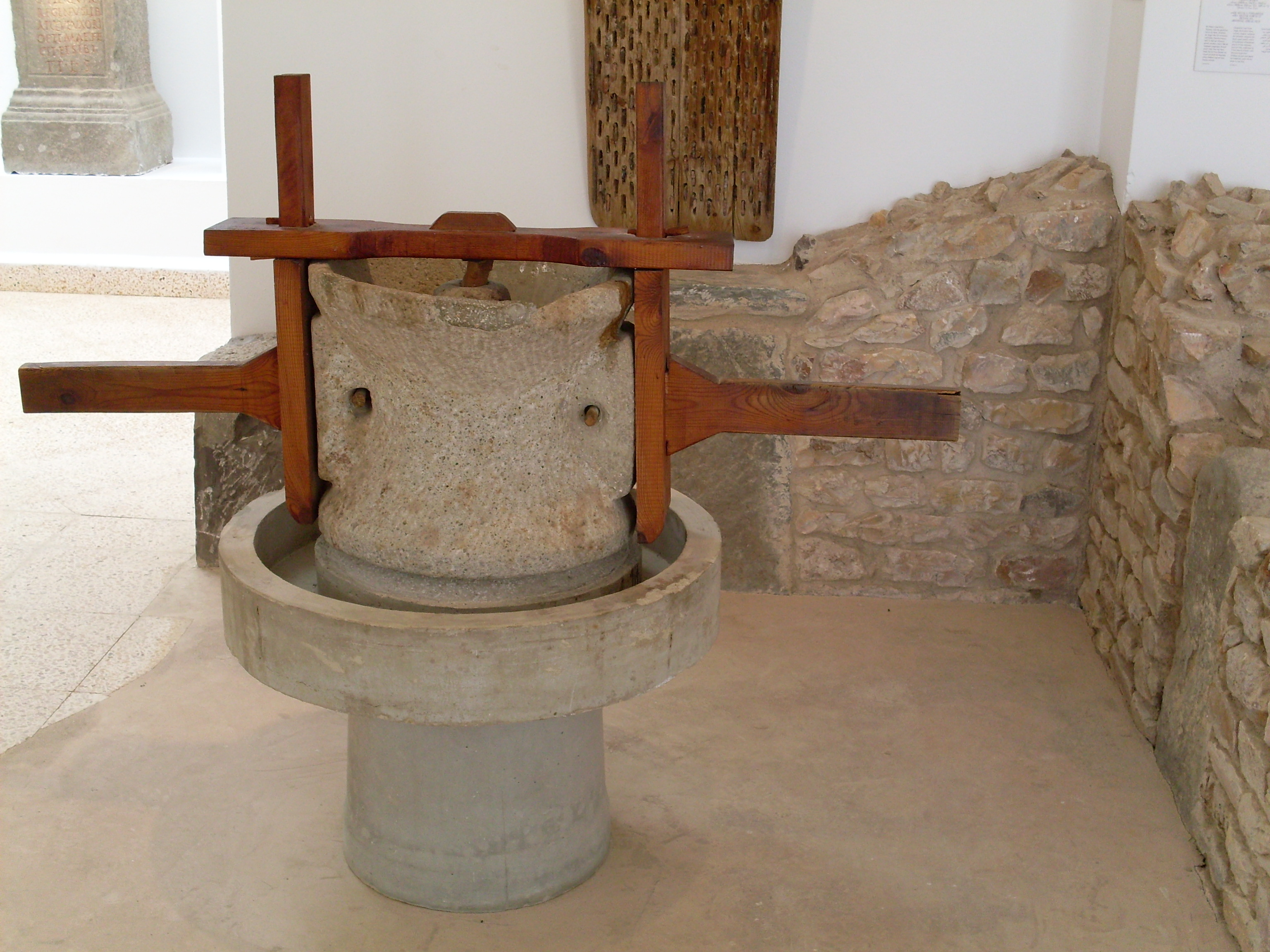
Meule exposée au musée de Chemtou.

Environ un siècle après l'inauguration du pont, et en aval de ce dernier monument, a été construit sur la rive gauche un moulin alimenté par une turbine. Il est l'un des deux seuls ouvrages du genre connus en Afrique du Nord, le second se trouvant à Testour.
Il s'agit d'une construction rectangulaire en pierres de taille. Les turbines en bois ont des roues à aubes montées horizontalement, trois meules étant directement rattachées à l'axe de la turbine. La construction fonctionne de la façon suivante : lorsque le niveau de la rivière et donc le débit est trop faible en été pour entraîner les roues du moulin, l'eau est d'abord canalisée vers un bief. Elle est ensuite introduite dans les engrenages du moulin et accélère, de sorte que le moulin fonctionne toute l'année.
Comme le pont s'est effondré dans la première moitié du IVe siècle, le moulin a aussi été détruit et le bief fermé, de sorte que le système n'est plus fonctionnel. Un modèle de meule exposé au musée de Chemtou montre le fonctionnement du dispositif.

### Carrières et camp de travail

#### Carrières

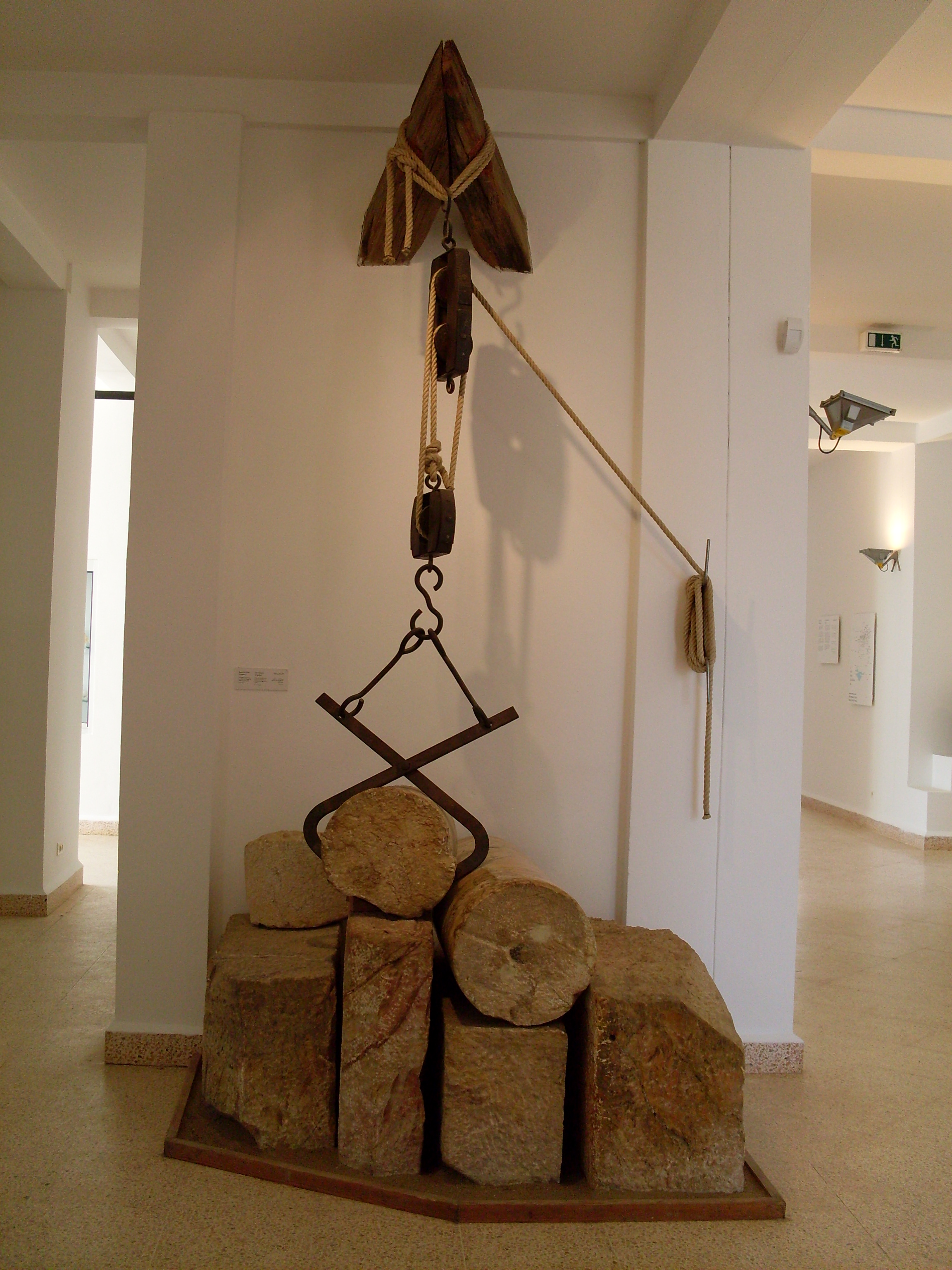
Pince auto-serrante romaine pour le marbre.

Propriété impériale après avoir été élément du domaine royal numide, les carrières semblent abandonnées aux privés au début ou au cours du IIIe siècle. L'espace impérial était entouré d'un mur. Très peu de marbre a été utilisé dans les constructions de la cité, car jugé trop coûteux, il était destiné à l'exportation via les ports d'Utique et Thabraca. Bien que la gamme de coloris soit très large (du crème au rose), les plus réputés étaient le jaune clair et le jaune foncé.
Friedrich Rakob estime à 250 000 m3 la quantité de marbre extraite à partir de la montagne qui est désormais « ruiniforme ». Le volume de gravats généré par l'exploitation est estimé par le même auteur à la moitié, ce volume induisant une gestion particulièrement organisée de l'exploitation. Un amas de gravats est estimé contenir à lui seul 45 000 m3.
Les sites d'extraction ont pu être datés du fait des techniques utilisées successivement. Des blocs non détachés ont fourni d'importantes indications sur ces dernières. Des coins de fer étaient placés dans des incisions ou rainures dans la roche. Pour tailler une colonne de huit mètres de hauteur et d'un mètre de diamètre, quatre ouvriers étaient nécessaires durant 27 jours. Les archéologues ont procédé à de l'archéologie expérimentale pour estimer le volume et le poids du marbre.
Des inscriptions ont permis d'étudier l'extraction des blocs de marbre, soumise à un strict contrôle bureaucratique. Ces inscriptions cessent après les Sévères, signe d'un changement dans la gestion du site. Ce changement de gestion n'implique pas une fin de l'exploitation, qui a sans doute continué dans l'Antiquité tardive.

#### Personnel de l'exploitation
Un personnel nombreux était nécessaire vu la difficulté de l'entreprise. On y trouvait des tailleurs de pierre qui sélectionnaient et taillaient les blocs, et un personnel non qualifié pour s'occuper de la logistique, de l'empilement, du transport des blocs et de l'évacuation des gravats,.
Les occupants de l'ergastule sont souvent des prisonniers condamnés « aux carrières », aux travaux forcés (damnati ad metalla), parfois des chrétiens persécutés pour avoir refusé d'abjurer leur foi, y compris les femmes. Cela pouvait aussi être des esclaves.
L'administration était composée de procurateurs, souvent affranchis impériaux, et de personnels financiers.
La garnison du camp participait aux travaux, ainsi la cohors II Flavia equitata attestée pour l'époque sévérienne. Les militaires, légionnaires et auxiliaires, assurent la police et la sécurité.

#### Expédition du marbre
Le marbre était acheminé par deux routes. D'une part, le marbre était exporté par le fleuve car une voie pavée large de treize mètres a été découverte à proximité de la ville et menait des carrières à un lieu d'embarquement ; la cargaison était acheminée à Utique par le biais de radeaux.
Une voie terrestre menait à Thabraca à partir du règne d'Hadrien, par un col de 800 mètres d'altitude. Des blocs ont été trouvés le long de cet axe routier lors des premières explorations. Cette route terrestre a peut-être été aménagée afin de pallier une baisse du tirant d'eau du fleuve.

#### Camp de travail
Afin de procéder à une extraction centralisée du marbre, un camp de travail, d'une superficie de 20 000 m2, est aménagé à quelque 550 mètres au nord-ouest des carrières et à 800 mètres de la ville mais en lui tournant le dos, sur la route menant à Thabraca. Le complexe possédait un praesidium chargé de surveiller les ouvriers, deux ailes de bâtiment qui ont un caractère militaire de par leurs angles de murs arrondis utilisés uniquement dans l'architecture militaire.

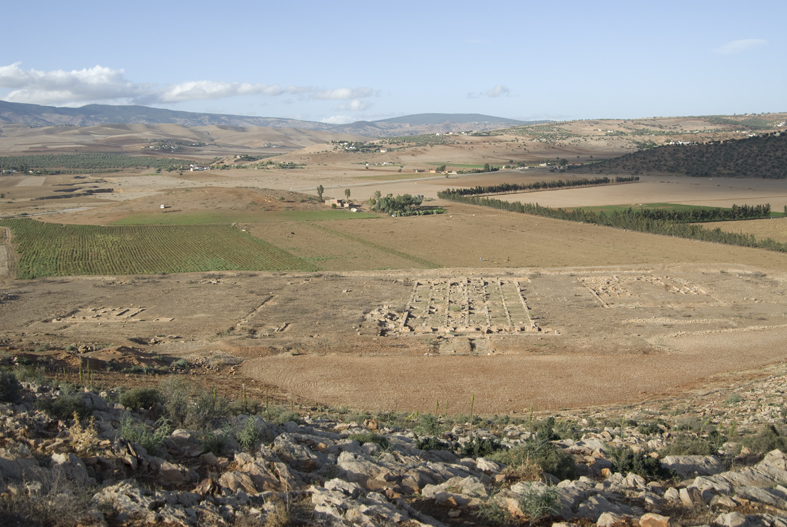
Camp de travail romain.

Fouillé en 1968-1979 et 1992-1998, le complexe, alimenté par son propre réseau de distribution d'eau, est construit dans le deuxième tiers du IIe siècle, même si sa propre conduite d'eau n'est aménagée qu'autour de la fin du siècle, au début du règne de Septime Sévère. Cet apport permet la construction de thermes et de latrines. Il avait été précédé par une autre construction du Ier siècle av. J.-C. connue par des représentations sur des céramiques.
Il comprend des espaces de stockage, des habitations, des porcheries, des ateliers, des thermes, des sanctuaires et, immédiatement avant le mur méridional de 300 mètres de long, un cimetière spécifique, la nécropole urbaine étant située sur les pentes méridionales du djebel Chemtou ; les résidents y sont enterrés dans de simples tombes en pierre couvertes de modestes tumulus. Le camp était destiné à loger ouvriers (esclaves et condamnés aux travaux forcés), personnels administratifs et militaires.
Le site du camp est entouré par un haut mur, dont seules deux portes ont été retrouvées. Bien que le camp soit hermétiquement séparé de la ville, cette dernière en tire des avantages : le surintendant des carrières lui fait ainsi don de bâtiments publics.
Au centre du camp, le plus important bâtiment est un ergastule, daté des environs de 170 et s'étendant sur 3 000 mètres carrés, avec une longueur de 637 mètres et des tours. Séparé du reste du camp par d'épais murs, il est divisé en six pièces longues et étroites, accessibles uniquement par six portes distinctes et qui ne sont pas reliées entre elles.
L'ergastule est reconverti partiellement en atelier de fabrication d'objets en marbre à la suite de l'abandon de l'exploitation impériale du gisement,. Le reste du camp est abandonné. L'activité d'extraction du marbre à des fins architecturales cessant, une nouvelle activité démarre : la fabrication de bols, plaques et statuettes dont des Vénus, mais aussi des palettes pour le maquillage, de la marqueterie, des mortiers, des pilons et des coupes à reliefs, à la fois pour un usage quotidien et pour l'exportation ; quelques coquilles de marbre poli avaient des parois de seulement deux millimètres d'épaisseur. Il semble alors que la fabrication se fait selon une ligne de production, avec différentes opérations intervenant à différents emplacements. Vers le milieu du siècle, un effondrement d'une partie des voûtes a lieu à la suite d'un séisme. Par la suite, l'atelier est à nouveau actif, à une échelle réduite et ce jusque dans les années 280, l'activité s'arrêtant après un saccage et une destruction. Il est probable que, dans cette dernière phase, les travailleurs ne vivent plus dans la zone du camp, car aucune nouvelle tombe n'est alors creusée dans le cimetière. Au IVe siècle, les murs du camp sont probablement systématiquement pillés pour servir de matériaux de construction et le camp complètement nivelé.
Plus de 5 000 objets de toutes sortes y ont été retrouvés, preuve matérielle d'une production de masse.

### Citernes et aqueducs

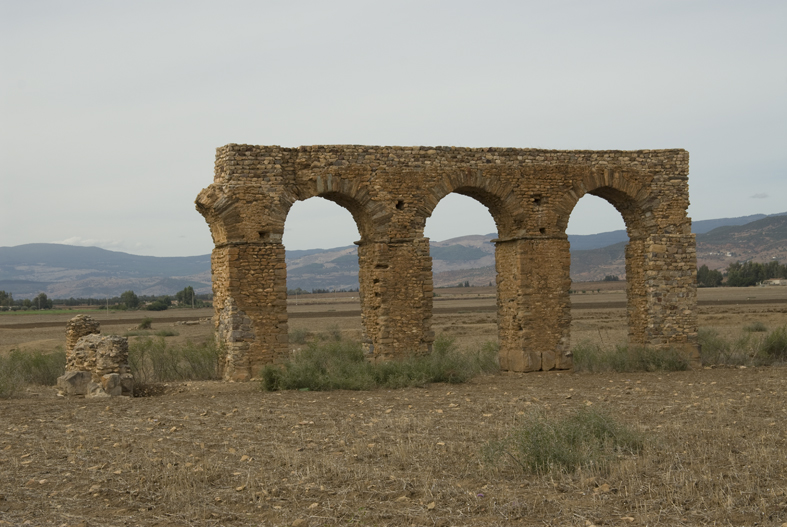
Aqueduc romain.

Comme chaque ville romaine, Chemtou dispose d'un aqueduc urbain qui alimente les bains publics et privés, les puits et fontaines publiques. Chemtou, contrairement à d'autres villes romaines, a une demande en eau accrue, car non seulement la ville doit être régulièrement approvisionnée en eau de source, mais aussi les carrières : l'eau y est constamment nécessaire, le camp de travail et l'usine pour le sciage, le meulage, le forgeage des outils et l'alimentation des travailleurs en eau potable.
Par conséquent, Chemtou dispose d'un aqueduc exceptionnellement complexe : l'eau est transportée sur une distance de plus de trente kilomètres de ponts, d'arcades et de canaux souterrains vers la ville. Dès lors, elle est dirigée sur près de deux kilomètres vers un castellum divisorum situé en dehors de la ville ; il s'agit d'une importante citerne destinée au stockage et à la distribution de l'eau. Voûtée, elle dispose de grandes fenêtres pour la ventilation. Environ 10 000 mètres cubes d'eau y sont stockés et distribués selon les besoins. L'aqueduc se dirige sur le mur nord et, sur la colline à l'est, des conduites mènent l'eau au sud vers la ville et les carrières.

## Découverte et fouilles

### Recherche française auXIXesiècle

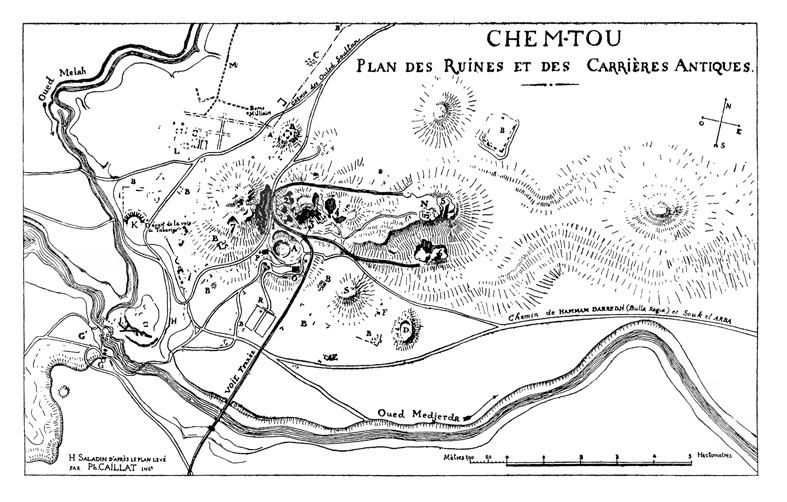
Plan des ruines de Chemtou par Henri Saladin.

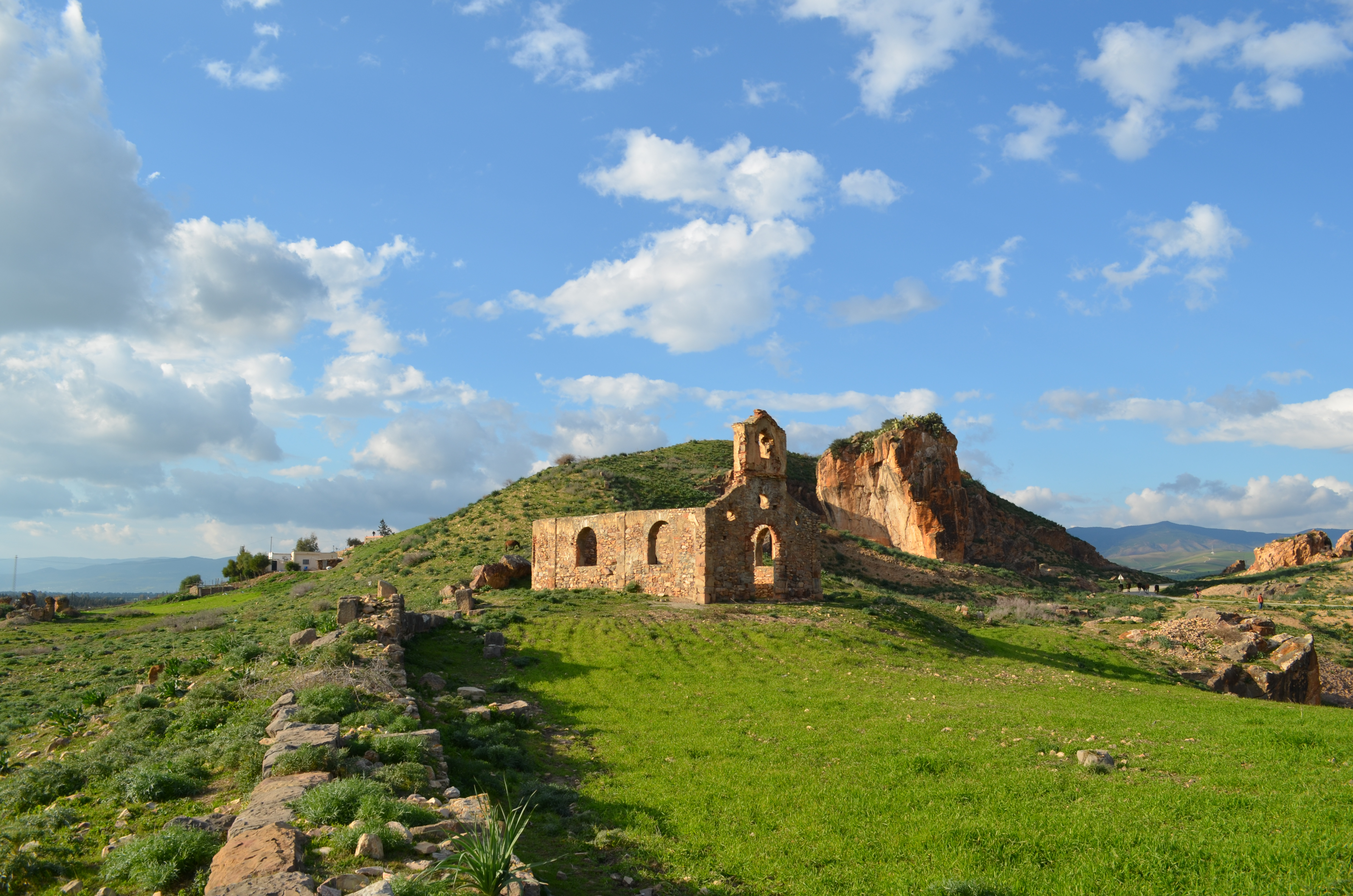
Ruines d'une église du XXe siècle près du musée.

Le plus ancien relevé topographique connu est l'œuvre de l'ingénieur français Philippe Caillat. Il établit un plan des ruines et du site pour l'épigraphiste René Cagnat, qui visite Chemtou en 1882. En 1885, les ruines sont à nouveau
documentées, cette fois par l'architecte français Henri Saladin. Sa version, la plus complète jusque-là, se base sur le plan de Caillat révisé par Charles Emonts. Les premières fouilles archéologiques sont menées en 1892 par l'archéologue français Jules Toutain, qui fouille des éléments du théâtre romain. Cependant, les travaux sont achevés dans un court laps de temps.

### Coopération germano-tunisienne
En 1965 débute la première campagne de fouilles germano-tunisienne à Chemtou, sous l'égide de l'Institut national du patrimoine (INP) tunisien (alors appelé Institut national d'art et d'archéologie) et de l'Institut archéologique allemand de Rome (DAI Rome), qui conduit à la signature d'un accord de coopération bilatérale en 1969. Les fouilles allemandes à Chemtou sont étroitement associées au nom de Friedrich Rakob, patron de la partie allemande dès le début du projet de coopération. Un intérêt particulier est d'abord accordé à l'exploration des carrières, à l'histoire de son développement et à sa technologie.
On découvre également le sanctuaire numide et deux autres sanctuaires romains au djebel Bou Rfifa. Les reliefs sont mis au jour à la fin des années 1960. Bientôt cependant, des questions se posent sur le développement et l'infrastructure de la cité. Dans les années 1970, sur la base d'enquêtes aériennes, le camp de travail est identifié. L'extraction et la documentation d'une grande partie de l'infrastructure romaine ont lieu également à cette période. En outre, l'activité de recherche se concentre sur la nécropole pré-romaine située sous le forum romain. Les premières traces d'habitat numide sont découvertes dans les années 1980 ; leur exploration plus poussée est l'objectif des travaux entrepris en 2008. En 1998, le camp de travail est un objectif des fouilles placées sous la direction de Michael Mackensen de l'Université de Munich.

### Musée de Chemtou

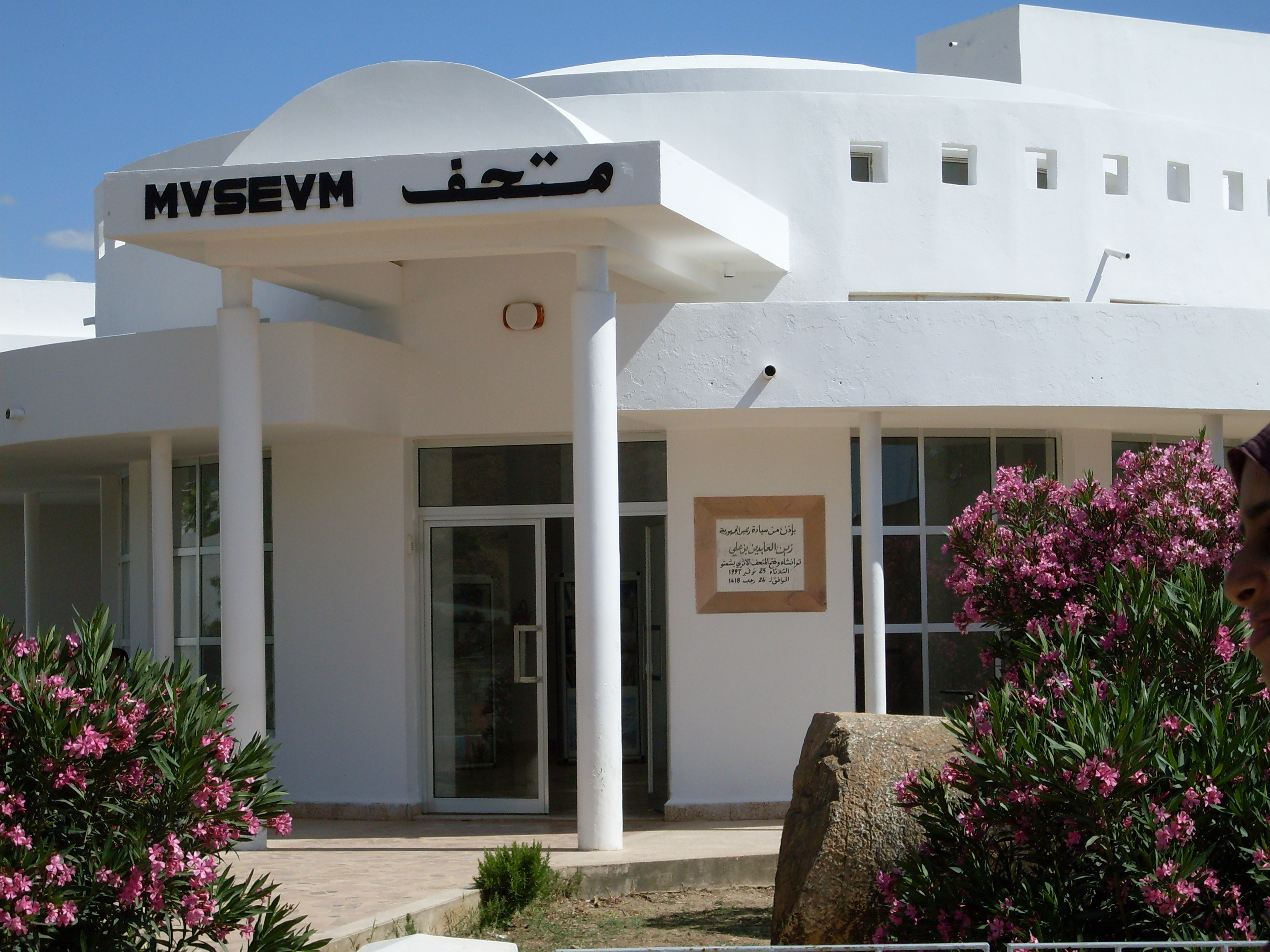
Musée de Chemtou.

Le musée archéologique de Chemtou est inauguré en 1997, fruit d'une coopération entre l'INP et le DAI Rome. Le 12 mai 1993, un spectaculaire trésor de 1 647 pièces d'or et une pièce d'argent de l'époque romaine, enfoui sous le règne de Flavius Honorius, est découvert au cours des travaux lancés en 1992. Dans le musée sont présentés les résultats des fouilles entre 1965 et 1995. Dans la cour centrale, on peut trouver la reconstitution de la façade du sanctuaire numide, avec des fragments importants de la décoration architecturale du IIe siècle av. J.-C. Par ailleurs, un film est réalisé en 1999 pour résumer les résultats des fouilles entre 1965 et 1999, et ce dans cinq langues différentes.

### Nouvelles fouilles
Au centre des dernières fouilles menées depuis 2008, sous la direction de Philipp von Rummel (Institut archéologique allemand de Rome) et Mustapha Khanoussi (Institut national du patrimoine) se trouve la question du développement de la ville dans ses phases précoce et tardive, jusque-là largement inconnues.
Les premiers résultats importants sur la période pré-romaine ont été obtenus grâce au sondage effectué par Christoph B. Rüger au nord du forum entre 1980 et 1984. L'objectif du projet est la publication des résultats antérieurs ainsi que leur confrontation à de nouvelles questions, prenant notamment en compte l'expansion de la zone d'excavation. L'accent est mis principalement sur la zone du forum, le pont sur la Medjerda ainsi que le bâtiment dédié au culte impérial. Viennent ensuite le traitement et la publication du trésor mis au jour pendant les travaux de construction du musée.

## Évêché titulaire
Simitthu (en italien : Simittu) est aussi un évêché titulaire de l'Église catholique, titre formel et sans juridiction territoriale effective.
Cet évêché fictif rappelle l'évêché de la ville antique, disparu après la conquête arabe. Celui-ci était rattaché à la province ecclésiastique de Carthage.
| Évêques titulaires de Simitthu |                                |                                                                 |                  |                 |
| N°                             | Nom                            | Fonction                                                        | Début            | Fin             |
| 1                              | Joseph Arthur Papineau         | Évêque émérite de Joliette (Canada)                             | 3 janvier 1968   | 15 février 1970 |
| 2                              | Joseph Maximilian Mueller (en) | Évêque émérite de Sioux City (États-Unis)                       | 15 octobre 1970  | 13 janvier 1971 |
| 3                              | Antonio Sahagún López (de)     | Évêque auxiliaire de Guadalajara (Mexique)                      | 31 octobre 1973  | 31 octobre 2005 |
| 4                              | Meron Mazur (en)               | Évêque auxiliaire de São João Batista em Curitiba (en) (Brésil) | 21 décembre 2005 | 12 mai 2014     |
| 5                              | Joseph Ha (en)                 | Évêque auxiliaire de Hong Kong (Chine)                          | 11 juillet 2014  |                 |

#### Ouvrages anciens
- Louis Carton, Deux jours d'excursion en Tunisie : Souk-el-Arba, Bulla Regia-Chemtou, Thuburnica-Ghardimaou, Lille, Imprimerie Léonard Danel, 1891, 28 p.
- Louis Carton, « Note sur des fouilles exécutées à Thuburnica et à Chemtou », Bulletin archéologique du Comité des travaux historiques et scientifiques,‎ 1908, p. 410-444 (ISSN 0071-8394).
- Antoine Héron de Villefosse et Alfred Louis Delattre, Inscriptions de Chemtou (Simittu, Tunisie), Paris, Librairie académique Didier Perrin et Cie, 1882, 8 p.
- Henri Saladin, « Chemtou (Simitthus) », Nouvelles archives des missions scientifiques et littéraires, no 2,‎ 1892, p. 385-427 (ISSN 1256-3862).
- Jules Toutain, « Le théâtre romain de Simitthu (Schemtou) », Mélanges de l'École française de Rome, no 12,‎ 1892, p. 359-369 (lire en ligne, consulté le 5 avril 2024).
- Jules Toutain, « Fouilles à Chemtou (Tunisie) en septembre-novembre 1892 », Mémoires présentés par divers savants étrangers à l'Académie, vol. 10, no 1,‎ 1893, p. 453-473 (lire en ligne, consulté le 5 avril 2024).

#### Ouvrages modernes
- (de) Hans Roland Baldus (de) et Mustapha Khanoussi, Der spätantike Münzschatz von Simitthus/Chimtou, Wiesbaden, Reichert, coll. « Simitthus » (no 4), 2014, 169 p. (ISBN 978-3954900688).
- François Bertrandy, « À propos du cavalier de Simitthus (Chemtou) », Antiquités africaines, t. 22,‎ 1986, p. 57-71 (ISSN 0066-4871, lire en ligne, consulté le 5 avril 2024).
- (de) Azedine Beschaouch, Mustapha Khanoussi et Friedrich Rakob, Der Tempelberg und das römische Lager, Mayence, Philipp von Zabern, coll. « Simitthus » (no 2), 1994 (ISBN 978-3805316255).
- Jean-Claude Golvin, L'Antiquité retrouvée, Paris, Errance, 2003, 191 p. (ISBN 978-2877722667).
- (de) Michael Mackensen, Militärlager oder Marmorwerkstätten : Neue Untersuchungen im Ostbereich des Arbeits- und Steinbruchlagers von Simitthus/Chemtou, Mayence, Philipp von Zabern, coll. « Simitthus » (no 3), 2005, 170 p. (ISBN 978-3805334617).
- (de) Friedrich Rakob, « Numidische Königsarchitektur in Nordafrika », dans Die Numider : Reiter und Könige nördlich der Sahara, Bonn, Rheinisches Landesmuseum, 1979 (ISBN 978-3792704981), p. 119-171.
- (de) Friedrich Rakob, « Chemtou : aus der römischen Arbeitswelt », Antike Welt, vol. 28, no 1,‎ 1997, p. 1-20 (ISSN 0003-570X, lire en ligne, consulté le 5 avril 2024).
- Friedrich Rakob, « Carrières antiques en Tunisie », Dossiers d'archéologie, no 200 « Tunisie, carrefour du monde antique »,‎ janvier-février 1995, p. 62-69 (ISSN 1141-7137).
- (de) Friedrich Rakob et Azedine Beschaouch, Die Steinbrüche und die antike Stadt, Mayence, Philipp von Zabern, coll. « Simitthus » (no 1), 1993 (ISBN 978-3805315005).
- (de) Friedrich Rakob et Theodor Kraus (de), « Chemtou », Du (de), no 3,‎ 1979, p. 36-70.
- Hédi Slim, Ammar Mahjoubi, Khaled Belkhodja et Abdelmajid Ennabli, Histoire générale de la Tunisie, t. I : L'Antiquité, Paris, Maisonneuve et Larose, 2003 (ISBN 978-2706816956).
- Hédi Slim et Nicolas Fauqué, La Tunisie antique : de Hannibal à saint Augustin, Paris, Mengès, 2001, 259 p. (ISBN 978-2856204214).
- Hédi Slim et Mustapha Khanoussi, « Les grandes découvertes d'époque romaine », Dossiers d'archéologie, no 200 « Tunisie, carrefour du monde antique »,‎ janvier-février 1995, p. 18-29 (ISSN 1141-7137).
- Collecti, Carthage : l'histoire, sa trace et son écho, Paris, Association française d'action artistique, 1995, 319 p. (ISBN 978-2879001968).
- Collectif, De Carthage à Kairouan : 2 000 ans d'art et d'histoire en Tunisie, Paris, Association française d'action artistique, 1982, 280 p. (ISBN 978-2865450152).